# Marc Guillaume (économiste)
Pour les articles homonymes, voir Marc Guillaume et Guillaume.
Marc Guillaume, né le 5 mars 1940 à Firmi (Aveyron), est un économiste et médiologue français. 

## Biographie

### Jeunesse et formation
Il naît à Firmi (Aveyron). Son grand-père, Jean Falissard, était maire de Firmi de 1938 à 1944. Il était lui-même gendre de Pierre Cerles, maire de la même ville de 1904 à 1912.
Il effectue ses études secondaires au lycée Montaigne, où il prépare le concours d'entrée de l'École polytechnique (X60). Il étudie ensuite à l'École nationale de la statistique et de l'administration économique (ENSAE), dont il est diplômé en 1963. Il a Raymond Barre comme professeur. Il s'inscrit également en fac de droit.
Il continue à l'université, en obtenant en 1966 un doctorat en sciences économiques de l'université de Paris, puis, en 1968, l'agrégation de droit et de sciences économiques.

### Parcours professionnel
Après ses études, il est nommé administrateur à l'Institut national de la statistique et des études économiques, détaché au Commissariat du Plan.
Marc Guillaume enseigne tout d'abord à Nancy puis à Paris-Dauphine avec Michel Rocard. Il devient vice-président de l'université où il crée et dirige durant vingt ans le centre de recherche IRIS auquel participent notamment Jacques Attali, Michel Rocard et Erik Orsenna…
Marc Guillaume enseigne ensuite à l'université de Nancy, puis devient professeur à l'université Paris-Dauphine, aux côtés de Michel Rocard. Il devient vice-président de l'université, où il crée et dirige durant vingt ans l'Institut de relations internationales et stratégiques (IRIS). Il a également enseigné à l'École polytechnique.
Il participe à la campagne de 1974 du candidat François Mitterrand, aux côtés de Jacques Attali, également membre de l'IRIS, Michel Rocard, et Édith Cresson.
Il est le président du comité d’experts scientifiques de l’ANVIE. Il est aussi membre du Cercle des économistes.
Il a fondé en 1993 les éditions Descartes & Cie avec Thierry Paquot et Philippe Thureau-Dangin. Il y travaille aux côtés de Jean-Michel Blanquer.
Dans les années 1990 et 2000, il participe aux Cahiers de médiologie. En 2001, il en dirige même avec Régis Debray le numéro 12, consacré à l'automobile.

## Publications
- L'Antiéconomique (avec Jacques Attali), PUF, 1972
- Le Capital et son double, PUF, 1975
- Éloge du désordre, Gallimard, 1978
- La Politique du patrimoine, Galilée, 1980
- La Contagion des passions, Plon, 1989
- Figures d'altérité, Descartes & Cie, 1994
- Où vont les autoroutes de l’information ? (dir. d'ouvrage), Descartes & Cie, 1998
- L’Empire des réseaux, Descartes & Cie, 1999
- Virus vert, Descartes & Cie, 2002
- Jours de colère - L’esprit du capitalisme (en collaboration avec Pierre Dockès, Francis Fukuyama, Peter Sloterdijk), Descartes & Cie, 2009
- La Question du genre (coécrit avec Marie Perini), éditions Michel de Maule, 2011
- Plaidoyer pour la médiation (avec Gérard Lieberherr et Jean-Bernard Dagnaud), éd. Descartes & Cie, 2017
- Du bon usage de la médiation (avec Gérard Lieberherr et Jean-Bernard Dagnaud), éd. Descartes & Cie, 2018
- L’Œuvre prodigieuse d’Elena Ferrante, Cent mille milliards, 2018
- Penser la médiation, avec Bertrand Delcourt et François Jullien, Descartes & Cie, 2020
- Les Énergies ultravertes, Un manifeste contre les idées dominantes, Descartes & Cie, 2020